# Язикан звичайний
Язикан звичайний (Macroglossum stellatarum) — метелик з родини бражникових (Sphingidae); подібно до колібрі, живиться нектаром, зависаючи біля квітів. Здійснює далекі сезонні міграції, може розвивати швидкість до 80 км/год.

## Зовнішній вигляд
Розмах крил — 38—50 мм. Передні крила — сірі, з поперечним малюнком, задні — яскраво-помаранчеві, мають темну облямівку. Черевце закінчується пензликом, що зовні нагадує хвіст птаха, через що комаха стає схожою на колібрі.
Для виду характерний дуже швидкий політ (зі швидкістю до 80 км/год), а під час збору нектару з квіток комаха здатна зависати в повітрі, подібно до бабок або птахів колібрі.
Зустрічається в добре прогрітих біотопах, на узліссях. Вид здатний до далеких міграцій. Розвиваються два покоління на рік.

## Поширення та місця існування
Поширення — Європа, Північна Африка, Західна і Середня Азія.
Трапляється по узліссях, в підтоплених, добре прогрітих місцях.

## Зір
Зорові здібності язикана звичайного широко вивчалися, і вони продемонстрували відносно добру здатність до запам'ятовування кольорів. Вони мають трихроматичну зорову систему, і найбільш чутливі до довжини хвилі в діапазоні 349—521 нм. Було показано, що вони розрізняють різницю в довжині хвилі між джерелами в 1—2 нм. Це розрізнення навіть точніше, ніж у Apis mellifera, або західної медоносної бджоли. Серед інших відвідувачів квітів їхня зорова система подібна до Papilio xuthus, або азійського метелика ластівчиного хвоста, та Deilephila elpenor. Їхня харчова перевага ґрунтується переважно на візуальній ідентифікації, тоді як у «D. elpenor» — на нюховій. Порівняно з D. elpenor, M. stellatarum мають значно меншу кількість ommatidia, але більший об'єм зорової частки, що забезпечує більший об'єм зорової тканини.

## Річний цикл
Протягом року розвиваються два покоління: 1-ше складається з особин, що прилітають з півдня (початок травня — середина липня); 2-ге покоління восени відлітає на південь (кінець серпня — кінець жовтня).
Потомство виробляє двічі на рік, за сприятливих умов — тричі. Гусінь розвивається на підмаренниках і зірочниках: 1-ше покоління ранньої осені (зимує у фазі лялечки або імаго), 2-ге покоління — влітку (червень — серпень). Забарвлення — від зеленого до темно-бурого, лялечка — червона.
Чисельність комах є непостійною: наявні значні коливання від впливу середовища існування, як то різка зміна погодних умов, забруднення пестицидами тощо.

## Життєвий цикл
Щорічно утворюється два або більше виводків. Дорослу особину можна зустріти в будь-яку пору року, особливо на півдні ареалу, де може бути три-чотири виводки. Зимує імаго у щілинах між скелями, деревами та будівлями. У дуже теплі дні може вилітати для живлення в середині зими. На відміну від інших метеликів, вони не мають статевого диморфізму за розміром вусиків.

### Яйця
Глянцеві блідо-зелені яйця мають кулясту форму з діаметром 1 мм. Вважається, що вони схожі на квіткові бруньки рослини-господаря галіума, і саме туди самка їх відкладає. Вони вилуплюються за 6—8 днів після відкладання. Одна самка може відкласти до 200 яєць, кожне на окрему рослину.

### Личинки
Щойно вилуплені личинки ясно-жовті, а в другому віці набувають зеленого забарвлення. Личинка зелена з двома сірими смугами, облямованими кремовим кольором по боках, і з рогом на задньому кінці, типовим для сфінгіди. Ріг пурпурно-червоний, змінюється на синій з помаранчевим кінчиком на останній стадії. Живляться вони повністю оголеними на верхівці рослини-господаря і відпочивають серед клубка стебел. Хоча вони залежать від тепла і сонця, стадія личинки може пройти за 20 днів.

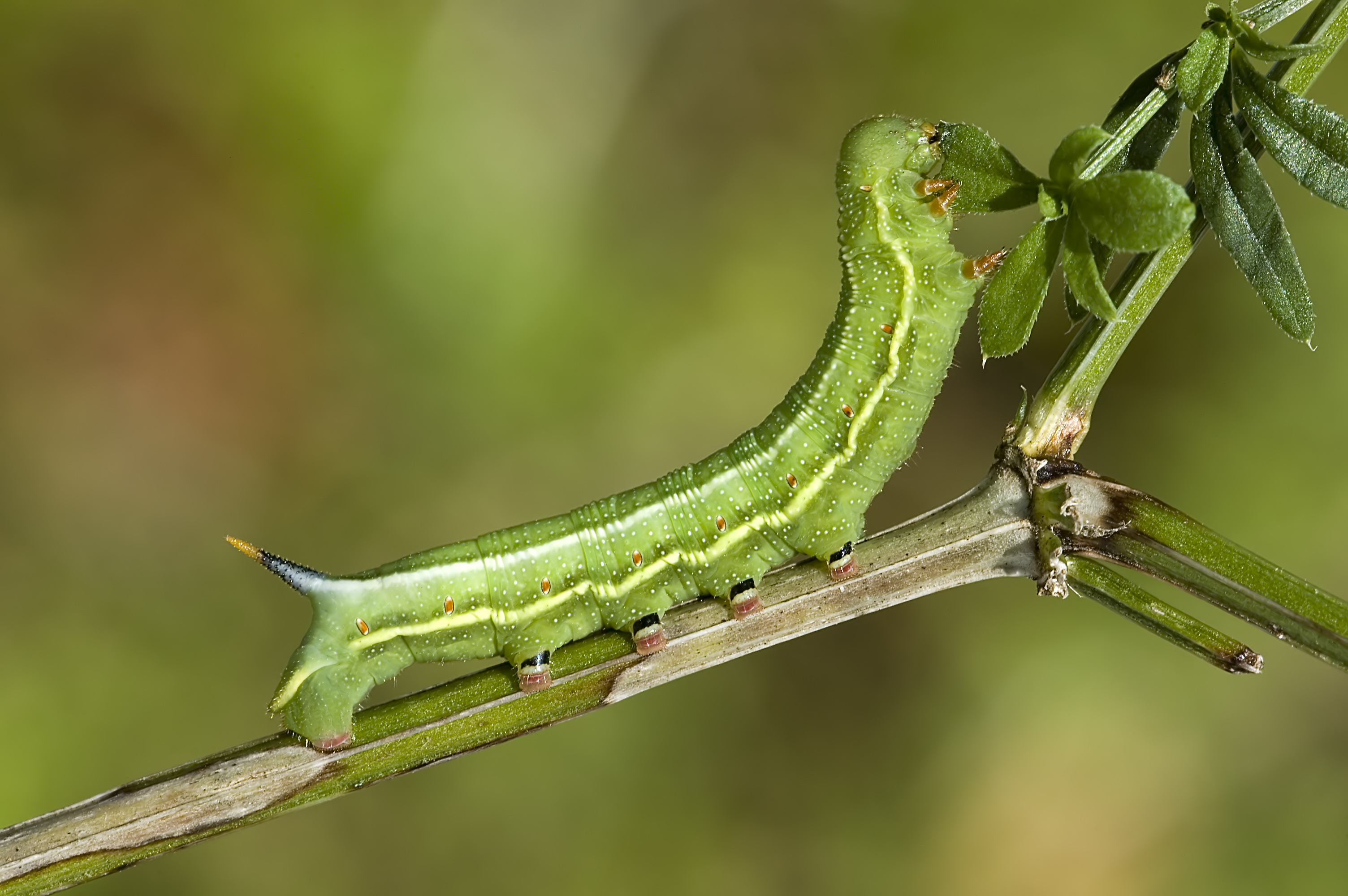
Личинка Macroglossum stellatarum
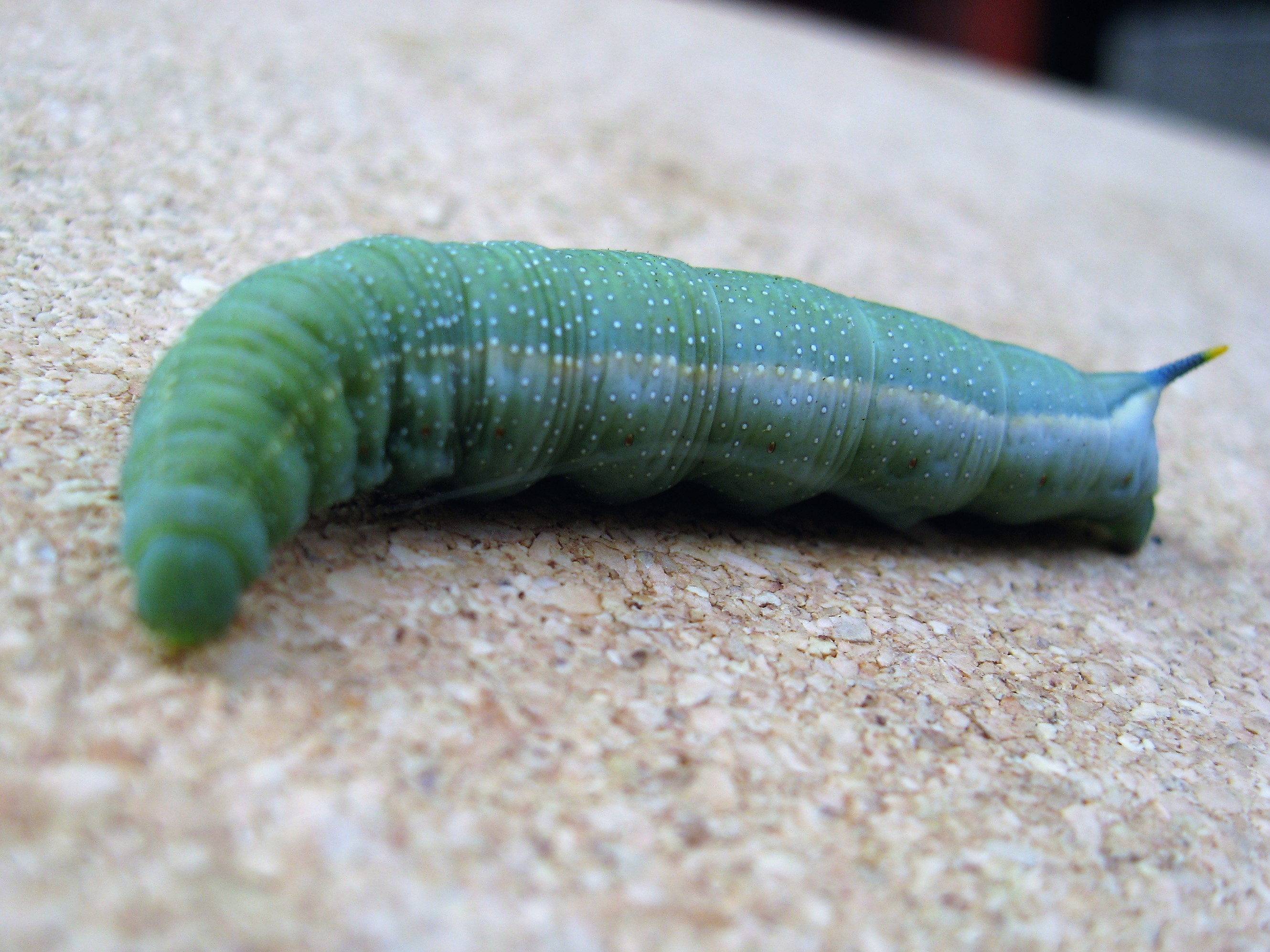
Личинка того ж виду, Гемпшир, Великобританія, під час прогулянки

### Лялечки
Лялечки блідо-коричневого кольору з помітним, кілеподібним хоботком і двома гострими шипами на кінці кремастера. Вони укладені в пухкі шовкові кокони серед решток рослин-господарів або на землі серед листового опаду.

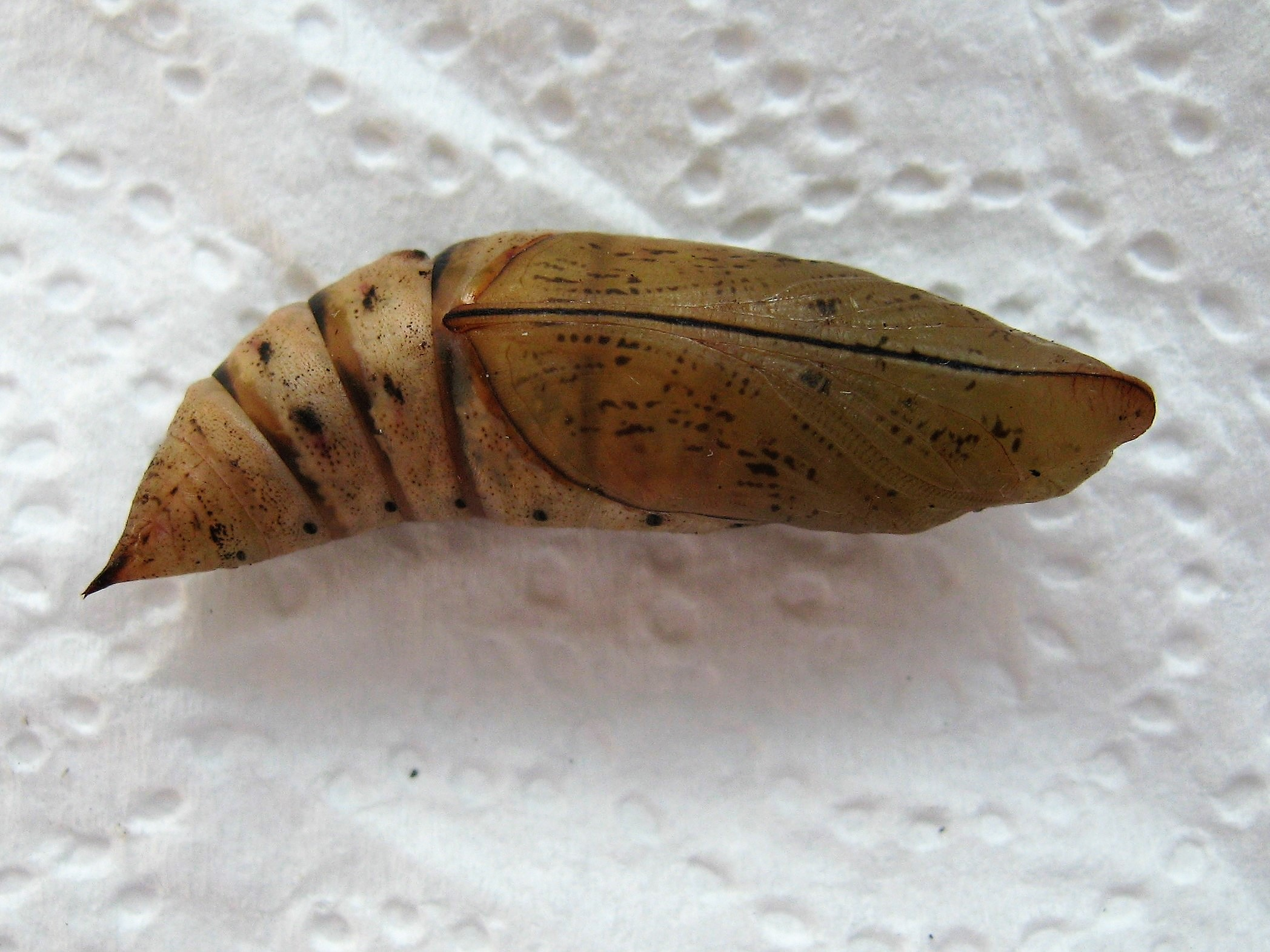
Лялечка (2 тижні)

### Дорослі особини
Передні крила коричневі, з чорними хвилястими лініями поперек, тоді як задні крила помаранчеві з чорним краєм. Черевце досить широке, з віялоподібним хвостом з щетинками на кінці. Розмах крил становить 40—45 мм.
У південних частинах свого ареалу язикани дуже активні навіть при високих температурах, було виміряно температуру грудної клітки вище 45 °C (113 °F). Це один з найвищих показників, зафіксованих для язиканів, і майже межа м'язової активності комах.

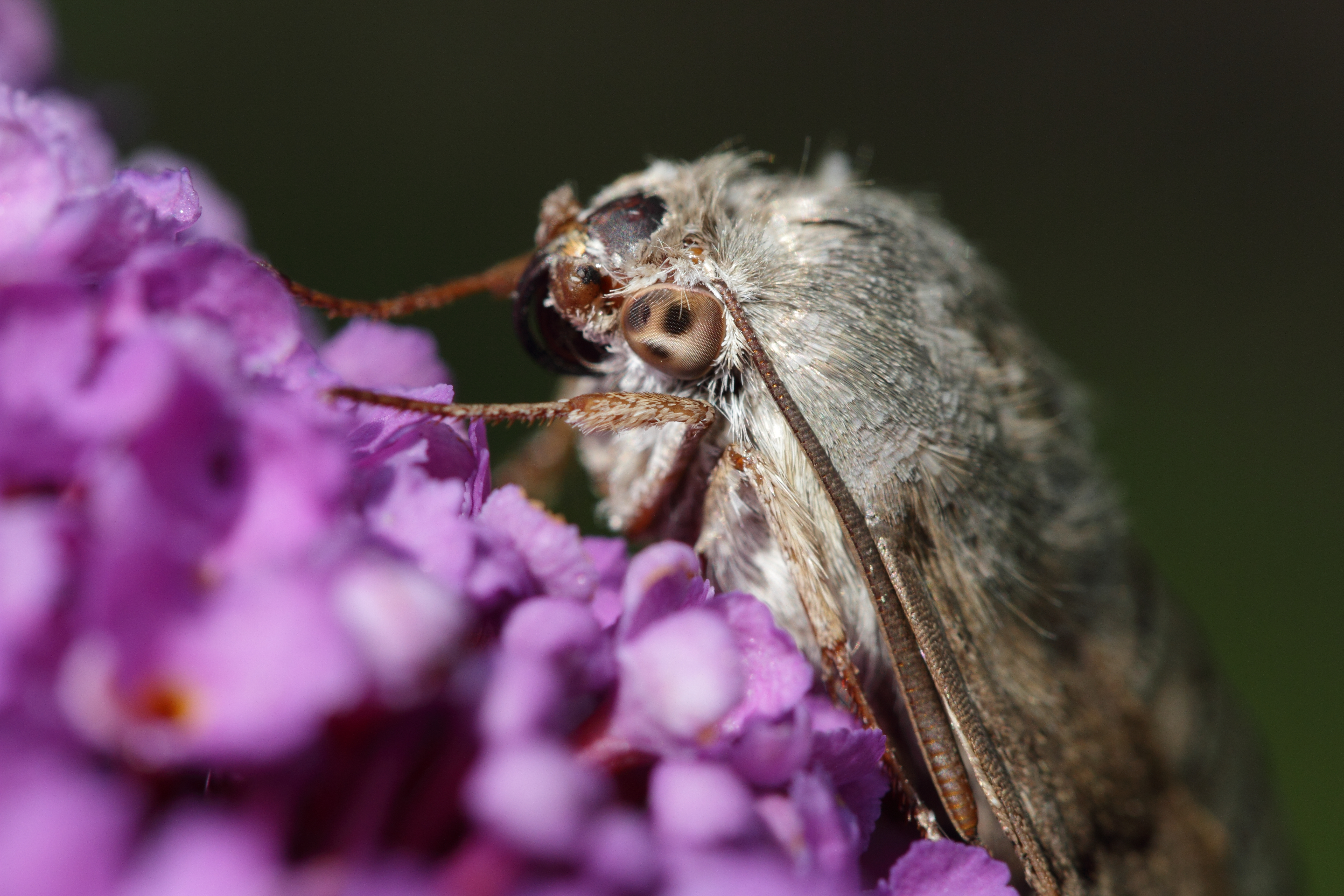
Його складне око
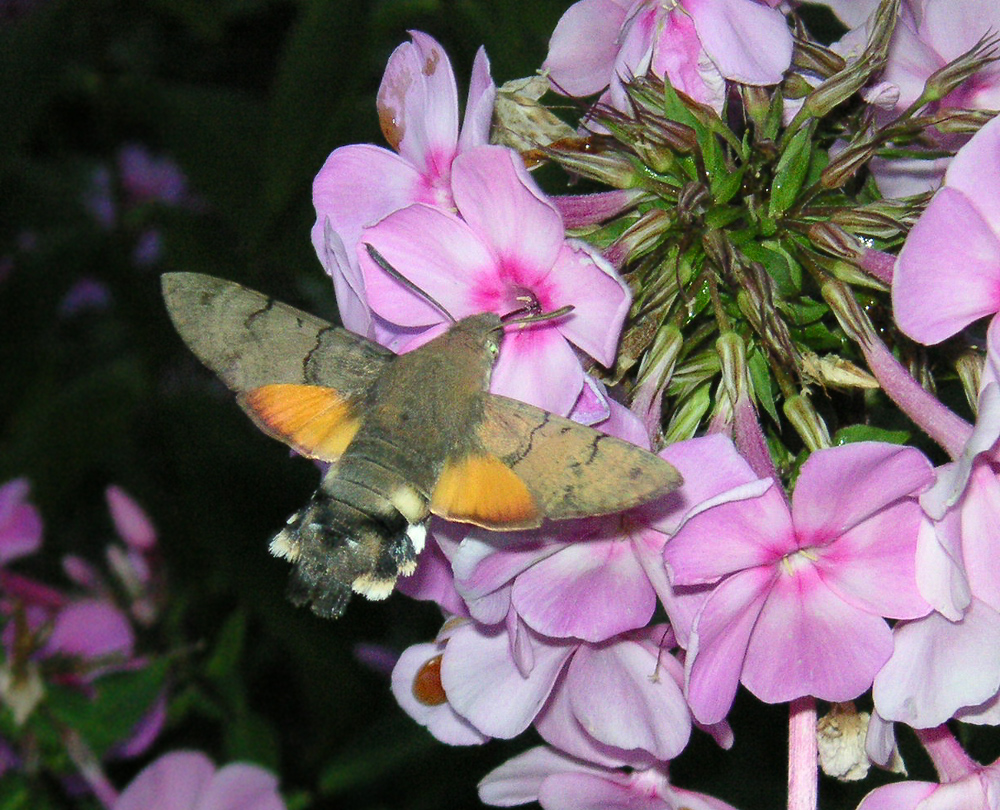
Помах крила на цій фотографії зафіксовано за допомогою електронного спалаху. Знімок зроблено в Ханко, Фінляндія, широта 60° пн.ш.
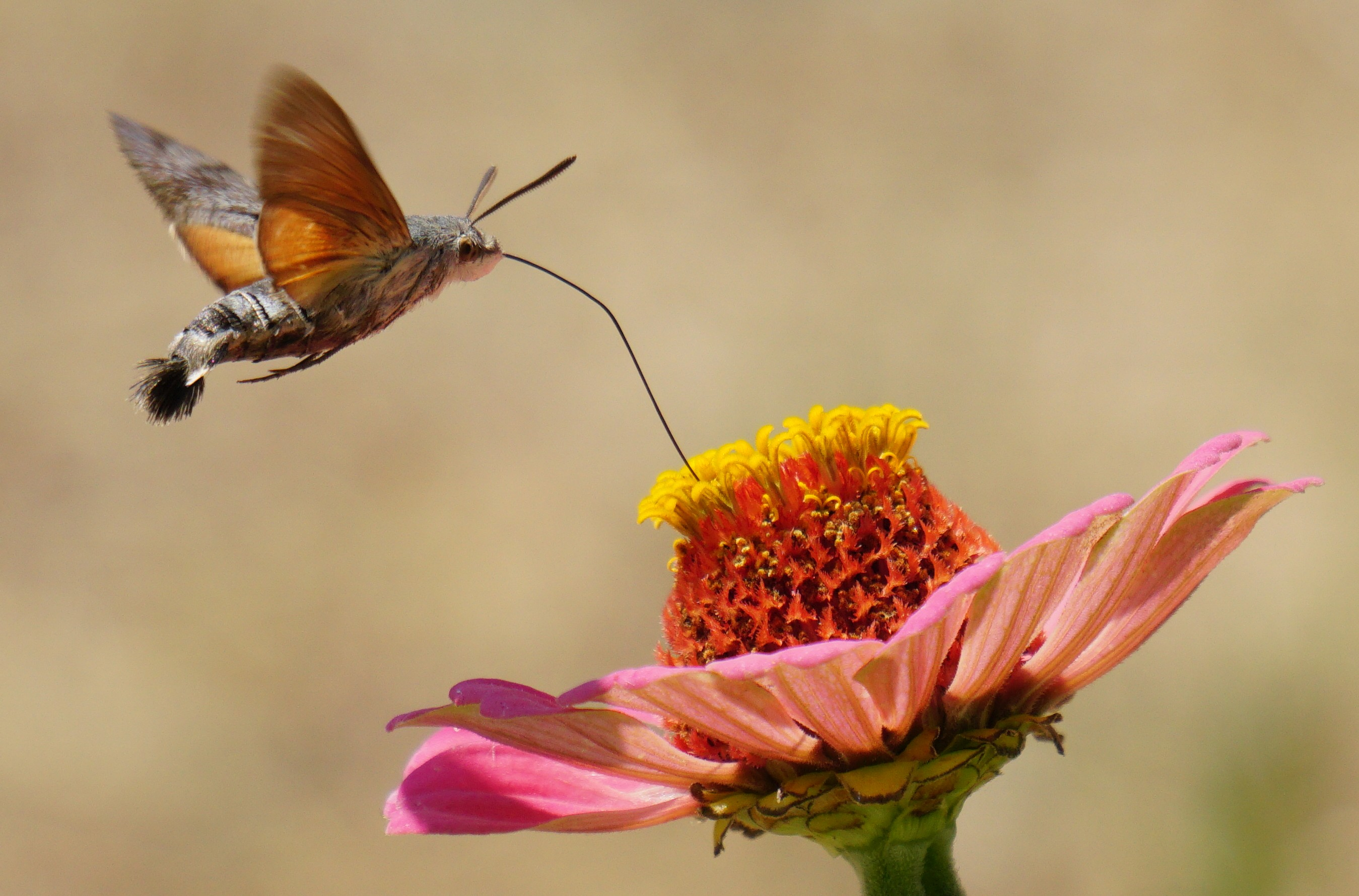
З витягнутим хоботком п'є нектар з квітки
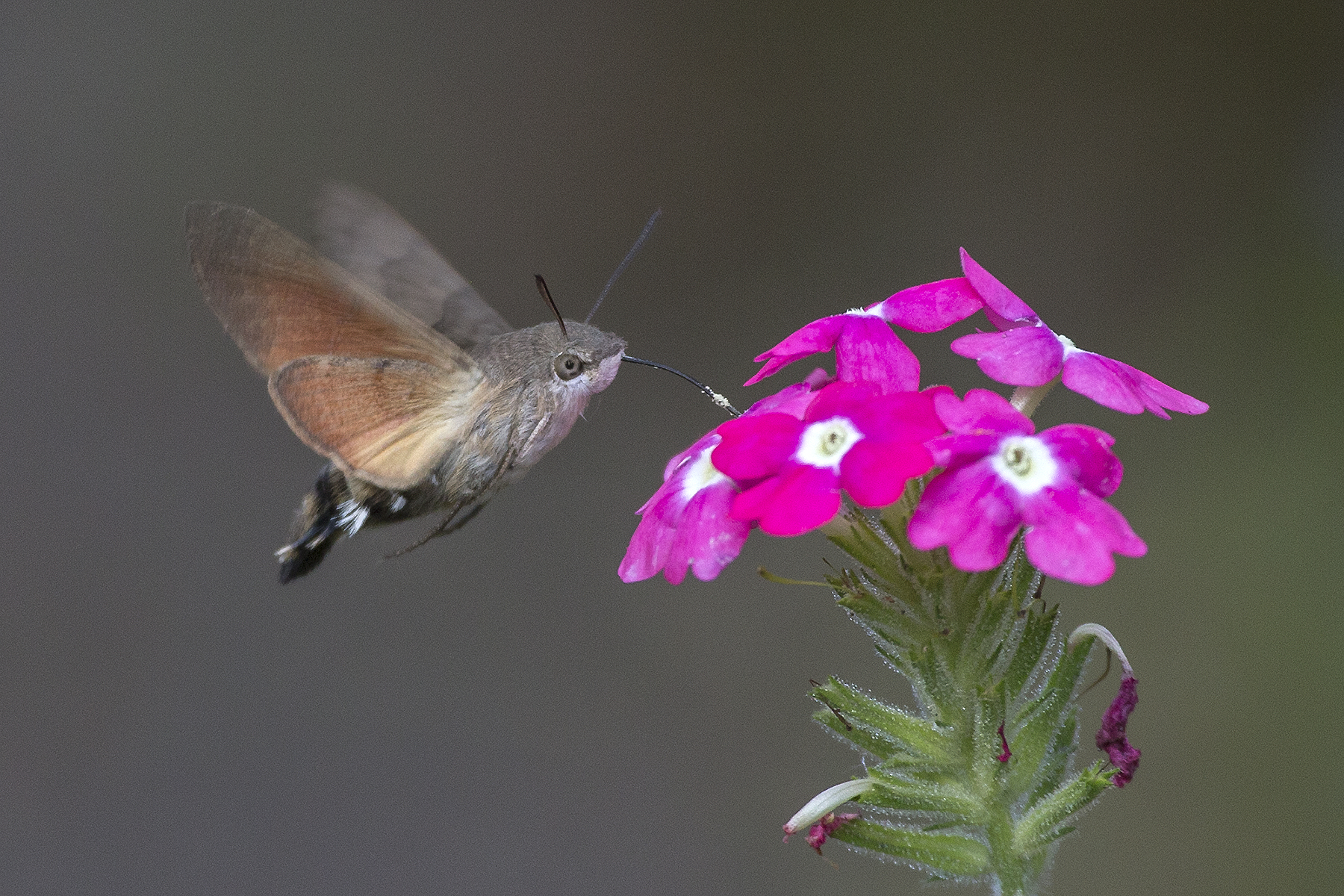
Гніздування на вербені
- Уповільнене відео